# Altovalsol
Altovalsol es una localidad perteneciente a la comuna de La Serena, dentro de la Provincia de Elqui y Región de Coquimbo. Se ubica a las afueras de la Conurbación Coquimbo-La Serena junto a las localidades de Algarrobito, Punta de Piedra y Casa Verde. Se conecta con la conurbación por la Ruta D-305, su población (en 2017) era de 1.292 habitantes,en una superficie de casi 610m2. Se encuentra a una distancia de 15 km de La Serena

## Historia
El poblado de Altovalsol fue fundado como sector rural a las afueras de La Serena, en la ribera del Río Elqui.[cita requerida] A inicios del siglo XX la población fue incrementándose al devenir en parada y estación del tren Elquino, que bordeaba el río Elqui y conectaba La Serena con Rivadavia. De ahí proviene su nombre que sería un dicho sobre la frase, «cuando va alto el sol».[cita requerida]

### Patrimonio
Altovalsol tiene en su historia cultural la Iglesia Nuestra Señora del Rosario.